# Jemma McKenzie-Brown
Jemma McKenzie-Brown (ur. 2 czerwca 1994 w Wielkiej Brytanii) – brytyjska aktorka, występowała w roli Tiary Gold („Mini Sharpay”) w High School Musical 3: Ostatnia klasa.

## Filmografia
- 2006 – The Amazing Mrs Pritchard jako Georgina Pritchard
- 2007 – M.I.High zagrała córkę Irene Ryfield
- 2008 – High School Musical 3: Ostatnia klasa jako Tiara Gold

## Casting do roli Tiary w HSM
Na londyńskim kastingu Jemma była jedną z najmłodszych aktorek, które zgłosiły się na przesłuchanie. Ekipa była zachwycona jej śpiewem i tańcem.